# Idrisiden von Asir

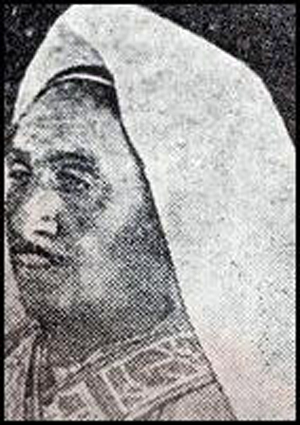
Imam Muhammad ibn Ali al-Idrisi

Die Idrisiden bzw. die Adarisa von Asir (von arabisch إدريسي, DMG Idrīsī, Pl. أدارسة / Adārisa) waren eine im 19. Jahrhundert religiös und Anfang des 20. Jahrhunderts auch politisch einflussreiche Dynastie in Asir. Sie errichteten 1908 das Imamat von Asir und beherrschten es bis zur Annexion durch Saudi-Arabien im Jahr 1934. 
Begründer der Dynastie der Idrisiden von Asir war der islamische Gelehrte Ahmad bin Idris. Er wurde zwischen 1750 und 1760 in Maysur (bei Fès) geboren und gehörte der Dynastie der Idrisiden an. In Fez wurde er an der Madrasa Qarawiyyin religiös ausgebildet. Spätestens 1800 vollzog er seinen Haddsch und wechselte in den nächsten Jahren seinen Wohnort zwischen Mekka und Oberägypten. Ahmad predigte seine Lehre vom Sufismus (Idrisiyya oder Ahmadiyya genannt). Zu seinen bedeutendsten Schülern gehörten Muhammad bin Ali al-Sanusi, der Begründer des Senussi-Ordens, Muhammad Uthman al-Mirghani, der Begründer des Khatmiyya-Ordens, und Ibrahim al-Rashid, Begründer des Rashidiyya-Ordens. Mit einigen Schülern verließ Ahmad 1827/28 Mekka und ließ sich zuerst in Zabid und 1830 in Sabya nieder, wo er am 21. Oktober 1837 starb.
Nach Ahmads Tod wurde sein ältester Sohn Muhammad al-Qutb (* 1803/04 – † 25. März 1889) Familienoberhaupt und nach dessen Tod sein ältester Sohn Ali (* 1834/35 – 2. Februar 1907). Beide führten ein zurückgezogenes Leben. Die Verbreitung von Ahmads Lehre fand hauptsächlich im Sudan und in Oberägypten statt: Ahmads jüngerer Sohn Abd al-Al († 1878) siedelte nach Zayniyya (bei Luxor), wo er den Orden (Tariqa) Muhammadiyya Ahmadiyya Idrisiyya gründete und die ägyptische Linie der Idrisiden von Asir begründete. Er war in Oberägypten und im Sudan zur Verbreitung der Lehre seines Vaters missionarisch aktiv. 
Muhammad ibn Ali al-Idrisi versuchte zunächst im Bündnis mit dem jemenitischen Imam Yahya ibn Muhammad (1904–1948), dann gegen ihn, die Osmanen, die den Jemen und Asir seit dem Ende des 19. Jahrhunderts wieder beherrschten, zu vertreiben. Der Aufstand wurde von osmanischen Truppen niedergeschlagen, dennoch konnte Muhammad während des Italienisch-Osmanischen Krieges mit Unterstützung Italiens die faktische Unabhängigkeit erringen. Nach Beginn des Ersten Weltkrieges wurde Muhammad (1911–1923) auch von Großbritannien anerkannt. Mit britischer Hilfe besetzten die Idrisiden 1916 die jemenitische Hafenstadt al-Hudaida und nach der Kapitulation der Osmanen 1918 auch Abha.
Allerdings konnte sein Sohn al-Hassan nach 1923 den Ausbruch dynastischer Machtkämpfe nicht verhindern, was zu Interventionen des Jemen und der Saudis führte. So eroberte der Jemen al-Hudaida zurück, während Abd al-Aziz ibn Saud 1926 das Protektorat über die Gebirgsstämme sicherte. Nach kriegerischen Auseinandersetzungen zwischen Saudi-Arabien und dem Jemen kam Asir im Abkommen von Taif (1934) endgültig an Saudi-Arabien.